# Calamar vampir
El calamar vampir (Vampyroteuthis infernalis, literalment 'calamar vampir de l'infern') és una espècie de mol·lusc cefalòpod de l'ordre Vampyromorpha.
És un petit cefalòpodes que viu a les fondàries de la zona afòtica en mars temperats i tropicals de tot el món. Els seus filaments retràctils són únics i justifiquen que estigui classificats dins el seu propi ordre Vampyromorpha, malgrat que comparteix similituds amb els calamars i els pops. És l'únic supervivent del seu ordre.

## Descripció
Amb un màxim de 30 cm de llargària total, el calamar vampir no és una amenaça per als humans. El cos és gelatinós i fa 15 cm; el seu color varia entre el negre intens i el vermellós pàl·lid, depenent del lloc i les condicions de llum. Una capa de pell connecta els seus vuit braços, cadascun folrat amb fileres d'espines carnoses o cirros; l'interior d'aquesta capa és negre. Únicament la meitat distal dels seus braços (la més allunyada del cos) tenen ventoses. Els ulls són límpids i globulars, i de color vermell o blau, també en funció de la il·luminació; són proporcionalment els més grans del Regne Animal amb 2,5 cm de diàmetre. El color fosc de l'animal, així com el seu mantell com a capa i els seus ulls vermells li van donar al calamar vampir el seu nom.
Els adults madurs tenen un parell d'orelles externes com a fines projeccions dels laterals del mantell. Aquestes projeccions són el mecanisme principal de propulsió dels adults: es diu que el calamar vampir vola per l'aigua batent les seves aletes. El potent bec de les seves mandíbules és blanc com l'ivori. Dins de les corretges hi ha dues bosses on els filaments tàctils de la vela estan ocults. Aquests filaments són anàlegs als tentacles d'un veritable calamar; no obstant això, el nombre de parells de braços és diferent d'un calamar. Al contrari, hi ha el mateix nombre de filaments que tentacles als pops. El calamar vampir està enterament cobert d'òrgans productors de llum anomenats fotòfors. L'animal té un gran control sobre els òrgans, i és capaç de produir llampades de llum per desorientar, que duren des de fraccions de segon fins a diversos minuts. La intensitat i mida dels fotòfors també pot ser modulada. Aparentment petits discos blancs, els fotòfors són més grans i complexos a les puntes dels braços i la base de les aletes, però estan absents de la part inferior dels seus braços. Es va pensar inicialment que dues àrees blanques a la part superior del cap eren també fotòfors, però han resultat ser fotoreceptors. Els cromatòfors (òrgans pigmentats) comuns a la majoria dels cefalòpodes estan pobrament desenvolupats al calamar vampir. Si bé això significa que l'animal no és capaç de canviar el color de la seva pell de forma brusca com la resta dels cefalòpodes, aquesta estratègia no és necessària en les fosques profunditats on viu.

## Hàbitat i adaptació
El calamar vampir és un exemple extrem de cefalòpode d'aigües profundes, capaç de viure a les profunditats afòtiques (mancades de llum) des dels 600 als 900 metres o més. Aquesta franja dels oceans del món forma un hàbitat diferenciat conegut com a zona d'oxigen mínim (ZOM). Dins la ZOM la presència d'oxigen és massa baixa per a la majoria dels organismes de metabolisme aeròbic. Tot i això, el calamar vampir pot viure i respirar amb normalitat a la ZOM amb saturacions d'oxigen tan baixes com un 3 %; una característica que no té cap altre cefalòpode i de la qual molt pocs animals en poden fer gala.
Per arreglar-les a aquestes tremendes profunditats, el calamar vampir ha desenvolupat algunes adaptacions extremes. De tots els cefalòpodes d'aigües profundes, el metabolisme basal és el més baix. L'hemocianina de la sang blava fixa i transporta l'oxigen d'una manera més eficaç que en altres cefalòpodes, ajudat per unes ganyes de grandària extra gran. Aquests animals tenen una musculatura feble, però conserven una gran agilitat i flotabilitat a causa dels seus estatòcits (òrgans d'equilibri similars als de l'orella interna humana) i els teixits rics en amoníac, gairebé de la mateixa densitat que l'aigua que els envolta . A la zona menys profunda de les profunditats on viu el calamar vampir, la vista des de baix és com el cel durant el crepuscle: els ulls extremadament sensibles dels habitants de les profunditats són capaços de distingir les siluetes d'altres animals nedant per sobre. Per contrarestar això, el calamar vampir genera la seva pròpia llum blavosa (bioluminescència) en una estratègia anomenada "contrail·luminació": la llum difumina la silueta de l'animal, emmascarant de manera efectiva els ulls vigilants de sota. Els seus propis i enormes ulls permeten detectar fins i tot el més remot dels reflexos. Té un parell de fotoreceptors a la part superior del cap, potser per alertar l'animal dels moviments que es produeixin per sobre.
Igual que molts cefalòpodes d'aigües profundes, el calamar vampir no té dipòsits de tinta. Si es veu amenaçat, en lloc de tinta, un enganxós núvol de moc bioluminiscent format per innombrables boletes s'expulsarà des de la punta dels braços. Aquesta cortina lluminosa, que pot romandre gairebé 10 minuts, ha de ser per confondre els possibles depredadors i permetre escórrer-se entre les ombres en calamar vampir, sense necessitat de nedar gaire lluny. Aquest recurs només s'usarà si l'animal es veu acorralat, ja que regenerar el moc bioluminiscent és molt costós des del punt de vista metabòlic.

## Relacions
Vampyromorphida es caracteritzen per aquestes apomorfies com la possessió de fotòfors, un tipus peculiar d'endoesquelet no calcificat (el gladius), vuit braços palmejats i els dos filaments vetllars. Fins fa molt poc es coneixia només de les espècies modernes i alguns fòssils segueix sent temptativament assignat a aquest grup, un lot de Medi Juràssic (inferior Calloviense, c.165-164 milions d'anys) els espècimens trobats a la Voulte-sur-Rhône demostrat amb claredat que els cefalòpodes vampiromòrfids existien des de molt abans del que s'ha cregut fins ara.
Aquests es descrivien com a Vampyronassa rhodanica. Els suposats vampiromòrfids de l'època Kimmeridgiense-Titonienca de Solnhofen, Plesioteuthis prisca, Leptoteuthis gigues, i Trachyteuthis hastiformis, no poden ser positivament assignats a aquest grup; ells són espècies grans (des de 25 cm a P. prisca fins a més d'1 ma el L. gigues) i mostren característiques no trobades en els vampiromòrfids, algunes semblants a les dels veritables calamars, Teuthida.